# Dahlgrenska stiftelsen

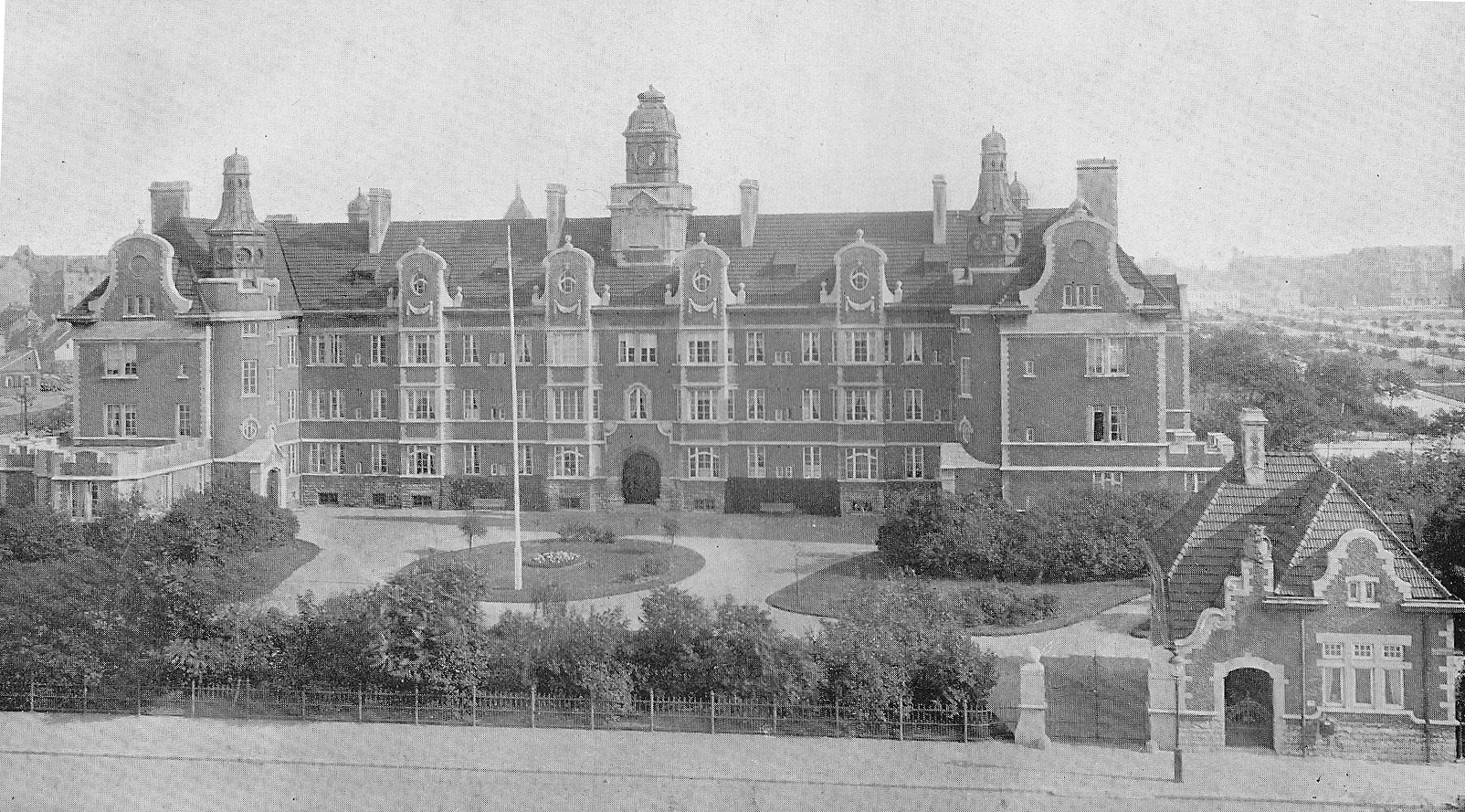
Dahlgrenska stiftelsen

Dahlgrenska stiftelsen är en välgörenhetsstiftelse i Malmö, mest känd för sin numera rivna slottsliknande byggnad i stadsdelen Rörsjöstaden, där obemedlade personer kunde få bo gratis.
Hovjuveleraren Gustaf Dahlgren (1815-75) avled 1875 och efterlämnade en betydande förmögenhet som kom att bilda grunden för den bostadsstiftelse, som också skulle bära hans namn. Dahlgren själv upprättade aldrig några närmare preciseringar hur stiftelsen skulle arbeta, utan detta gjordes av testamentsexekutorn regementsskrivaren Fredrik Nilsson. 
Våren 1900 arrangerades en nationell arkitekttävling med syfte att erhålla förslag till hur stiftelsebyggnaden skulle gestaltas. Många förslag inkom och även välkända arkitekter deltog, exempelvis Isak Gustaf Clason, Gustaf Hermansson och Valfrid Karlson. Tävlingen vanns av arkitekten Axel Anderberg, Stockholm. 
Byggnaden invigdes 1903 och den omgavs av en plantering med en portvaktsbyggnad vid ingången och bestod av 10 lägenheter på två rum och kök för mindre familjer och 24 lägenheter på 1 rum och kök för ensamma personer. I stiftelsen kunde upptas "välfrejdad person, dock icke ur lägre arbetsklassen, vilken uppnått 50 års ålder, i minst 10 år tillhört Malmö samhälle, därunder ordentligt erlagt sina utskylder samt icke är bemedlad, med företräde för infödd Malmöbo".
Efter att ha upphört att användas för sitt ändamål, revs byggnaden 1978 medan själva stiftelsen fortlever.  Idag hyser tomten ett modernt hyreshus med fasad i cortenstål.